# Journée de la résistance à l'occupation de la république autonome de Crimée et de la ville de Sébastopol
 (février 2022).

Logo de la fête

La journée de la résistance à l'occupation de la république autonome de Crimée et de la ville de Sébastopol (en ukrainien : День кримського спротиву російській окупаціїï) est une journée en Ukraine invitant à la commémoration de la manifestation de 2014 par des milliers de Tatars de Crimée devant le parlement de la république autonome de Crimée. Elle s'est déroulée la veille du jour où les soldats de la fédération de Russie ont pris le contrôle armé du parlement en vue de l'annexion de la Crimée,.

## Célébrations
La journée a été célébrée une fois en 2016 conformément à une résolution de la Verkhovna Rada d'Ukraine du 2 février 2016. La fête a été créée officiellement par un décret du président Volodymyr Zelensky et observée pour la première fois le 26 février 2021.